# جغرافیای بوتسوانا
بوتسوانا کشوری محصور در خشکی است که در جنوب آفریقا و در شمال کشور آفریقای جنوبی واقع شده‌است. بوتسوانا دارای مساحت ۵۸۱٬۷۳۰ کیلومتر مربع است که ۵۶۶٬۷۳۰ کیلومتر مربع آن خشکی است.
مرزهای زمینی بوتسوانا ۴٫۳۴۷٫۱۵ کیلومتر طول دارند که ۱٫۵۴۴ کیلومتر از آن مرز با نامیبیا است. طول مرزهای بوتسوانا با آفریقای جنوبی ۱٬۹۶۹ کیلومتر؛ زیمبابوه، ۸۳۴ کیلومتر و با زامبیا، ۰٫۱۵ کیلومتر است. قلمرو بوتسوانا شکلی تقریباً سه‌گوش دارد. درازا و پهنای این کشور تقریباً ۹۶۵ کیلومتر از شمال به جنوب و ۹۶۵ کیلومتر نیز از شرق به غرب است. ضلع شرقی شکل سه‌گوش کشور به صورت یک نقطه تیز بیرون زده‌است. مرزهای شرقی و جنوبی آن با یک بستر رودخانه‌ای و یک جاده واگن‌روی قدیمی مشخص شده‌است. مرزهای غربی آن خطوط طول و عرض جغرافیایی در بیابان کالاهاری است و مرزهای شمالی آن خطوط مستقیم را با مسیر یک رودخانه ترکیب می‌کند.
بیشتر مردم بوتسوانا در قسمت شرقی کشور متمرکز شده‌اند. شمار روزهای آفتابی در تمام طول سال زیاد است اگرچه زمستان آفتابی‌ترین فصل در این کشور است. در فصل خشک، در کل کشور باد می‌وزد که همراه با گرد و خاک است.
پایتخت این کشور شهر گابورون است. از مهم‌ترین شهرهای بوتسوانا می‌توان به فرانسیس تاون ۱۱۳٬۳۱۵ نفر، موله پولوله ۶۹٬۷۸۹ نفر، سلبی پیکوه ۴۹٬۸۴۹ نفر و مائون ۳۰٬۰۰۰ نفر اشاره کرد. این کشور مقدار زیادی الماس تولید می‌کند.

## ویژگی‌های جغرافیایی
این سرزمین عمدتاً مسطح و مرتفع است، اگرچه برخی از مناطق آن نیز تپه‌ای است، جایی که استخراج از معادن در آن انجام می‌شود. بیابان کالاهاری در مرکز و جنوب غربی کشور جای گرفته‌ است. دلتای اوکاوانگو، یکی از بزرگترین دلتاهای درون‌سرزمینی جهان، در شمال غربی و نمکزارهای ماکه‌دیگادی، یک دشت نمکی بزرگ در منطقه شمال مرکزی قرار دارد.
کویر ماکه‌دیگادی از ماندگاه‌های انسان‌های اولیه بوده‌است. این تالاب بزرگ فصلی از چندین نمکزار بزرگ تشکیل شده‌است که بزرگترین آن‌ها نمکزار نوتنوه، نمکزار سوآ و نمکزار نکسای هستند.
پست‌ترین نقطه بوتسوانا پیوندگاه رودهای لیمپوپو و شاشه است که در ۵۱۳ متر بالاتر از سطح دریا قرار دارد. بلندترین نقطه کشور نیز مونالانونگ هیل است با ارتفاع ۱٫۴۹۴ متر.
بخشی از حوضه آبریز رود لیمپوپو که از زمین‌چهرهای اصلی جنوب قاره آفریقا است در بوتسوانا قرار گرفته‌است. سد گابورون که بر یکی از شاخه‌های این رود به نام نوتوانه ساخته شده، آب پایتخت را تأمین می‌کند. رود چوبه که در شمال کشور واقع شده، در ناحیه کاپریوی، مرزی طبیعی میان بوتسوانا و نامیبیا ایجاد کرده‌است. رود چوبه در محلی به نام کازونگولا به رود زامبزی می‌پیوندد.

## آب‌وهوا
بوتسوانا به دلیل کوتاه بودن فصل بارندگی، نیمه‌خشک است. با این حال، ارتفاع نسبتاً زیاد این کشور و موقعیت قاره‌ای‌اش، به آن آب و هوای نیمه‌گرمسیری بخشیده‌است. این کشور در بیشتر فصول سال از جریان هوای پررطوبت به‌دور است. فصل خشک از آوریل تا اکتبر در جنوب و تا نوامبر در شمال ادامه دارد. جنوب کشور بیشتر در معرض بادهای سرد در طول فصل زمستان (اوایل ماه مه تا اواخر اوت) قرار دارد که میانگین دمای هوا طی آن در حدود ۱۴ درجه سانتی‌گراد است. کل کشور دارای تابستان‌های گرم با دمای متوسط در حدود ۲۶ درجه سانتی‌گراد است. روزهای آفتاب در تمام طول سال زیاد است اگرچه زمستان آفتابی‌ترین فصل است.

## محیط زیست
بوتسوانا تحت تأثیر خشکسالی‌های دوره‌ای قرار دارد و بادهای فصلی ماه اوت که از سمت غرب می‌وزد شن و گرد و غباری را با خود می‌آورد که می‌تواند جلوی دید را هم بگیرد. مسائل جاری زیست‌محیطی در بوتسوانا عبارت است از چرای بی‌رویه، بیابان‌زایی و وجود محدود منابع آب شیرین.
بوتسوانا شرایط بدی برای کشاورزی دارد و تنها در حدود ۴ درصد زمین به سادگی کشت می‌شود. عمده مساحت کشور در بیابان کالاهاری است که فقط مناسب برای چرا در تابستان است (تقریباً تمام بارندگی در ماه‌های تابستان صورت می‌گیرد). وضعیت آب و هوایی آن استوایی است. تنها کمتر از ۵ درصد از کشاورزی این کشور با کشت بارانی صورت می‌گیرد.
مطالعه علمی این منطقه پیش‌بینی می‌کند که تا سال ۲۰۵۰ چرخه خشکسالی خفیفی که بوتسوانا با آن روبه‌روست، به دلیل تغییرات آب‌وهوایی کوتاه‌تر خواهد شد و به‌جای دو سال، هر بار ۱۸ ماه طول خواهد کشید.

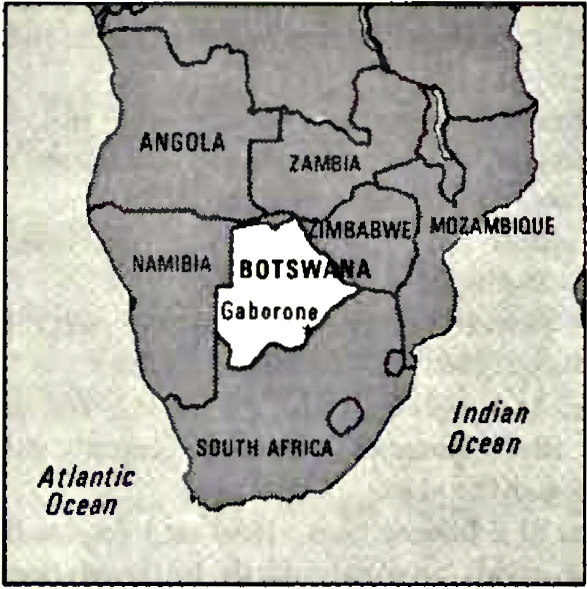
موقعیت بوتسوانا
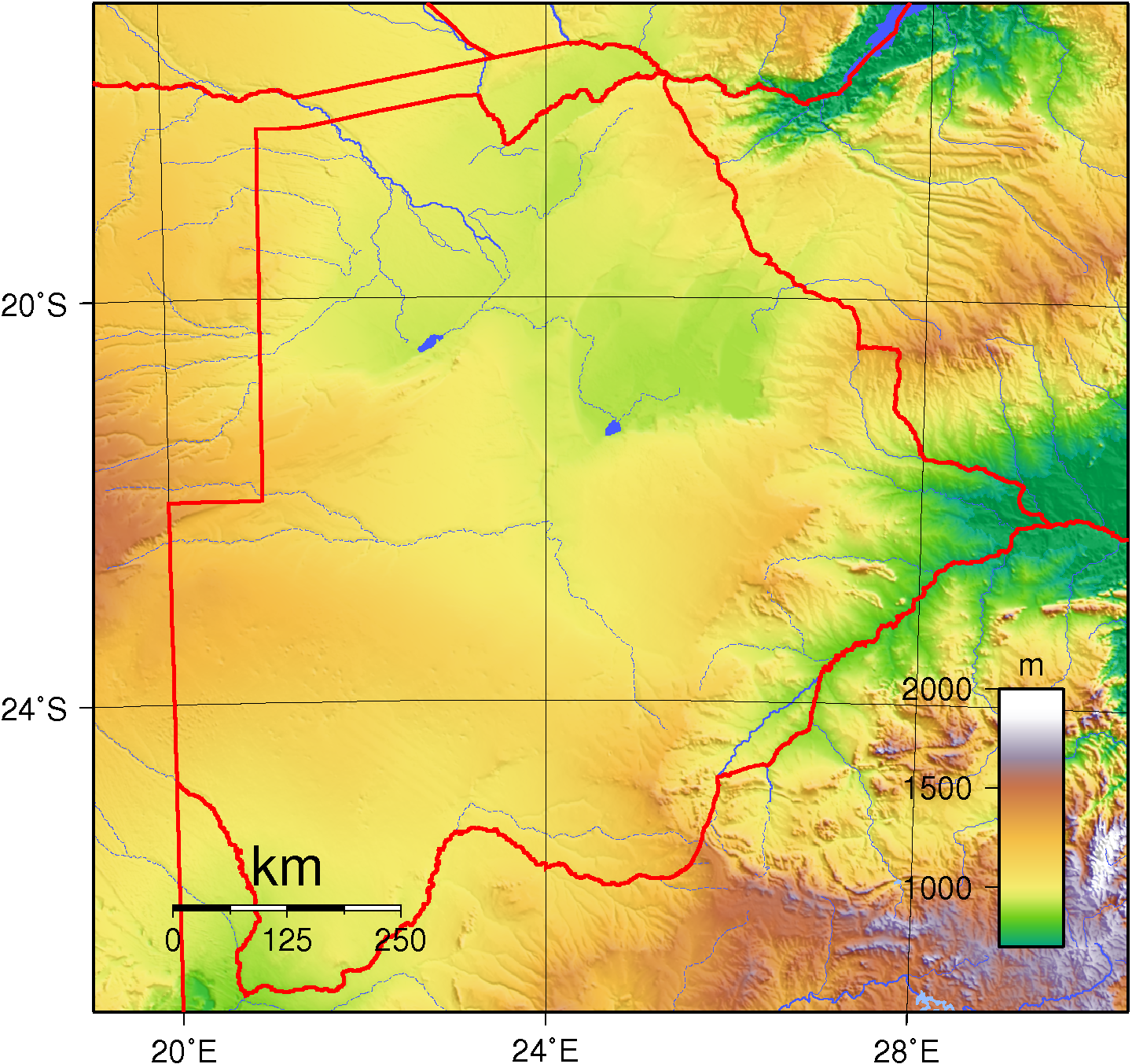
ناهمواری‌های بوتسوانا
نواحی آب‌وهوایی کشور